# Championnat d'Italie de rugby à XV 1971-1972
Navigation
Serie A 1970-1971 Serie A 1972-1973
Le Championnat d'Italie de rugby à XV 1971-1972 oppose les douze meilleures équipes italiennes de rugby à XV. Le championnat débute en 1971 et se termine en 1972. Le tournoi se déroule sous la forme d'un championnat unique en matchs aller-retour.
Le Petrarca Padoue, qui devance comme l'année précédente le CUS Genova, remporte son troisième titre alors que le Rugby Brescia et le Rugby Bologne 1928 redescendent en Série B.

## Équipes participantes
Les douze équipes sont les suivantes :
| - L'Aquila - Bologne - Columbia Brescia - CUS Genova - CUS Roma Intercontinentale - Fiamme Oro | - Cumini Frascati - Parme - Petrarca Padoue - Rugby Rome - Tosimobili Rovigo - Metalcrom Trévise |

## Classement
| Rang | Club                       | J  | V  | N | D  | Pm  | Pe  | Diff | Pts |
| ---- | -------------------------- | -- | -- | - | -- | --- | --- | ---- | --- |
| 1    | Petrarca Padoue (T)        | 22 | 17 | 3 | 2  | 446 | 133 | +313 | 37  |
| 2    | Genova                     | 22 | 17 | 0 | 5  | 358 | 173 | +185 | 34  |
| 3    | Fiamme Oro Padova          | 22 | 15 | 2 | 5  | 263 | 131 | +132 | 32  |
| 4    | Rugby Rovigo               | 22 | 14 | 2 | 6  | 225 | 159 | +66  | 30  |
| 5    | Cumini Frascati            | 22 | 13 | 1 | 8  | 248 | 208 | +40  | 27  |
| 6    | Metalcrom Trévise          | 22 | 9  | 2 | 11 | 210 | 259 | -49  | 20  |
| 7    | L'Aquila Rugby             | 22 | 8  | 2 | 12 | 233 | 185 | +48  | 18  |
| 8    | Rugby Rome                 | 22 | 8  | 1 | 13 | 218 | 246 | -28  | 17  |
| 9    | CUS Roma Intercontinentale | 22 | 8  | 1 | 13 | 176 | 258 | -82  | 17  |
| 10   | Rugby Parma                | 22 | 7  | 2 | 13 | 159 | 318 | -159 | 16  |
| 11   | Rugby Brescia              | 22 | 5  | 1 | 16 | 134 | 226 | -92  | 10¹ |
| 12   | Rugby Bologne              | 22 | 2  | 1 | 19 | 85  | 469 | -384 | 4¹  |

¹Columbia Brescia et Bologne écopent d'un point de pénalité.
|  | Vainqueur (no 1)         |
|  | Relégués (no 11, no 12)  |
|  | T : tenant du titre 1971 |

Attribution des points :  victoire : 2, match nul : 1, défaite : 0.

## Vainqueur
| Entraîneur | Entraîneur             | Guglielmo Geremia    |
| Avants     | Pilier                 | Bettella, R. Baraldi |
| Avants     | Talonneur              | Scalzotto            |
| Avants     | Deuxième ligne         | Dolfin, Piovan       |
| Avants     | Troisième ligne aile   | Ragazzi, Seguso      |
| Avants     | Troisième ligne centre | F. Baraldi           |
| Arrières   | Demi de mêlée          | Sabbatini, Sagramora |
| Arrières   | Demi d'ouverture       | Mattarolo            |
| Arrières   | Centre                 | Lorello              |
| Arrières   | Ailier                 | Bortolami            |
| Arrières   | Arrière                | Brevigliero          |